# Howard Benjamin Rand
Howard Benjamin Rand, también conocido como Howard B. Rand y Howard Rand (13 de junio de 1889 - 17 de octubre de 1991) fue un abogado, inventor y político, tres veces candidato a la oficina estatal de la Mancomunidad de Massachusetts, en el boleto del Partido de la Prohibición. Rand dirigió la Federación Anglosajona de América, un grupo israelita británico. Howard se desempeñó desde 1937 hasta 1968 como editor de la editorial Destiny Publishers (Editores Destino), que publicaba las revistas: The Bulletin (el boletín), The Messenger of the Covenant (el Mensajero de la Alianza) y Destiny (Destino).

## Biografía

### Primeros años y carrera
Rand nació en Haverhill (Massachusetts), en 1889. Se crio como un israelita británico y su padre le presentó la obra de J. H. Allen, Judah's Sceptre and Joseph's Birthright (El cetro de Judá y el derecho de nacimiento de José), a una edad temprana. Más tarde se graduó de la Universidad de Maine con una licenciatura en derecho, convirtiéndose en un abogado exitoso, pero también trabajó como trabajador de la construcción y tenía otros intereses comerciales.

### Piramidología
Rand también fue un prolífico autor de libros sobre el israelismo británico, estudios bíblicos y piramidología (la mayoría publicados por la casa editorial Destiny Publishers).

### Israelismo británico
En 1928, Rand comenzó a organizar la Federación Mundial Británica-Israelita, con sede en Londres, posteriormente Rand estableció su propia organización del israelismo británico, la Federación Anglosajona de América, en Detroit, Míchigan en 1930. Antes de su fundación, Rand se había reunido con destacados israelitas británicos como William Pascoe Goard, para recibir consejos y asistió a reuniones. Más tarde adquirió el archivo de libros de C.A.L. Totten a través del Totten Memorial Trust.

### Identidad cristiana
Rand es considerado una figura de transición clave entre el israelismo británico y la identidad cristiana, pero no se le acredita como el verdadero fundador del movimiento, no obstante, Rand fue el primero que acuñó el término "identidad cristiana". El profesor Nicholas Goodrick-Clarke ha resumido a Rand como la figura catalizadora de la identidad cristiana como "un vínculo vital entre el israelismo británico y su variante estadounidense posterior, la identidad cristiana, porque no solo consolidó el movimiento en los Estados Unidos sino que también lo abrió a las influencias derechistas y antisemitas".

### Antisemitismo
Si bien la enseñanza estándar de los israelitas británicos era que los judíos descendían de la Tribu de Judá, Rand afirmó que, en cambio, eran descendientes de Esaú, el hermano de Jacob, o cananeos. Eventualmente, en la identidad cristiana esto cambiaría aún más para convertirse en la creencia de que los judíos modernos eran descendientes de Caín y Satanás. Aunque que los primeros israelitas británicos como Edward Hine y John Wilson eran filosemitas, la identidad cristiana (christian identity), emergió en marcado contraste y resultó ser una doctrina fuertemente antisemita.

### Oposición a la violencia
Rand no enseñó ninguna violencia u odio hacia las otras razas, pero estos actos surgieron más tarde como parte del movimiento de la identidad cristiana, según sus seguidores, Rand era un pacifista, sus ideas han sido descritas como las de un misionero pacífico.